# Флавий Салустий
Флавий Салустий (на латински: Flavius Sallustius) е политик и философ от Римската империя през 4 век.
Между 361 и 363 г. той е преториански префект на Галия. През 363 г. той е консул заедно с приятеля си император Юлиан.
Флавий Салустий не трябва да се бърка със Сатурнин Секунд Салуций, който е 361 г. преториански префект на Изтока.
Историкът Салустий живее през 1 век пр.н.е.